# Talia Shire
Talia Rose Coppola (Lake Success, Nueva York, 25 de abril de 1946), conocida como Talia Shire, es una actriz estadounidense. Sus papeles más conocidos son como Connie Corleone en El padrino y Adrianna Pennino Balboa en la saga de Rocky.

## Biografía
Talia Rose Coppola nació en Lake Success, Nueva York, hija de Italia Pennino Coppola y el compositor Carmine Coppola. Es hermana del director y productor Francis Ford Coppola, y tía del actor Nicolas Cage y de la directora Sofia Coppola. Se casó con el músico David Shire, con el que tuvo un hijo: Matthew Orlando Shire. Tuvo otros dos hijos de su segundo matrimonio con el productor Jack Schwartzman: Jason Schwartzman, actor, y Robert Schwartzman, vocalista de la banda Rooney y del proyecto en solitario SoloBob.
Shire saltó a la fama gracias a su papel como Connie Corleone en El padrino (1972), El padrino II (1974) y El padrino III (1990). En la primera entrega, su papel le valió la primera de las dos nominaciones a los premios Óscar.
En 1976, consolidaría su condición de actriz de carácter al aceptar el papel de Adrianna Pennino Balboa, la esposa del boxeador Rocky Balboa (Sylvester Stallone), por el que obtendría una segunda nominación a los Óscar. Seguiría haciendo el papel de Adrianna en la serie de películas de Rocky. Sería la esposa de Rocky Balboa en la saga hasta su quinta entrega. En la sexta entrega de la franquicia (Rocky Balboa), estrenada en 2006, el personaje que interpreta Shire fallece. Pero Shire aparece en la película a través de escenas retrospectivas.
Según el Rocky Scrapbook (libro de recortes de Rocky), la primera actriz elegida para el papel de Adrianna Pennino fue Carrie Snodgress. Pero, por falta de acuerdo económico, fue rechazada. La prueba de Shire impresionó tanto a Stallone como a los productores. Su aspecto, su interpretación, su belleza e incluso su voz la convertirían en la perfecta Adrianna Pennino Balboa.

## Filmografía

### Actriz
- 1968: The Wild Racers
- 1970: Maxie
- 1970: The Dunwich Horror (Terror en Dunwich)
- 1971: The Christian Licorice Store
- 1971: Gas! -Or- It Became Necessary to Destroy the World in Order to Save It
- 1972: Un homme est mort
- 1972: The Godfather (El padrino)
- 1974: The Godfather Part II (El Padrino II, El Padrino. Parte II)
- 1975: Foster and Laurie
- 1976: Rocky
- 1976: Rich Man, Poor Man (Hombre rico, hombre pobre) (miniserie)
- 1976: Doctors' Hospital (serie de televisión)
- 1977: Kill Me If You Can
- 1978: Daddy, I Don’t Like It Like This
- 1979: Prophecy (Profecía maldita)
- 1979: Rocky II
- 1979: Old Boyfriends
- 1980: Windows (Ventanas)
- 1982: Rocky III
- 1985: Rocky IV
- 1986: Hyper Sapien: People from Another Star
- 1986: Rad
- 1987: Blood Vows: The Story of a Mafia Wife
- 1989: New York Stories (Historias de Nueva York)
- 1990: The Godfather Part III (El padrino III, El padrino: Parte III)
- 1990: Rocky V
- 1991: Mark Twain and Me
- 1991: Bed & Breakfast
- 1991: Cold Heaven
- 1992: For Richer, for Poorer (Yo, mi padre y la amante)
- 1993: Chantilly Lace (Encajes de mujer)
- 1993: Deadfall (Caída mortal, El riesgo del vértigo)
- 1997: She's So Lovely (Atrapada entre dos hombres, Cuando vuelve el amor, Sin embargo es adorable)
- 1997: Born Into Exile
- 1997: A River Made to Drown In
- 1998: The Landlady (La casera)
- 1998: Caminho dos Sonhos
- 1998: Can I Play?
- 1998: Divorce: A Contemporary Western
- 1999: Palmer's Pick Up (Odisea Americana)
- 1999: Lured Innocence (Falsa inocencia).
- 2000: The Visit
- 2001: The Whole Shebang
- 2002: Kiss the Bride (Puedes besar a la novia)
- 2003: Dunsmore
- 2003: Family Tree
- 2004: I Heart Huckabees (Extrañas coincidencias)
- 2005: Pomegranate
- 2006: Rocky Balboa (solo en escenas retrospectivas)
- 2007: Christmas at Cadillac Jack's
- 2007: Blue Smoke (El fuego de la tristeza)
- 2007: Homo Erectus.
- 2008: Scratching the Surface
- 2008: Pizza with Bullets
- 2008: Looking for Palladin
- 2009: C.F.
- 2009: Dim Sum Funeral
- 2009: My Father's Will
- 2015: Shadows from the Sky
- 2018: Grace and Frankie
- 2018: Girlfriends' Guide to Divorce
- 2019: Working Man
- 2024: Abbott Elementary
- 2024: Megalópolis
- 2025: Nonnas

### Productora
- 1986: Hyper Sapien: People from Another Star
- 1990: Lionheart
- 1998: The Landlady (La casera)

### Directora
- 1995: One Night Stand

## Premios y nominaciones
Óscar
| Año  | Categoría               | Película      | Resultado |
| ---- | ----------------------- | ------------- | --------- |
| 1975 | Mejor actriz de reparto | El padrino II | Nominada  |
| 1977 | Mejor actriz            | Rocky         | Nominada  |

Globos de Oro
| Año  | Categoría                                               | Película | Resultado |
| ---- | ------------------------------------------------------- | -------- | --------- |
| 1977 | Globo de Oro a la mejor actriz en una película de drama | Rocky    | Nominada  |

Golden Raspberry
| Año  | Categoría     | Película | Resultado |
| ---- | ------------- | -------- | --------- |
| 1980 | Premio Razzie | Windows  | Nominada  |
| 1985 | Premio Razzie | Rocky IV | Nominada  |
| 1990 | Anexo: Razzie | Rocky V  | Nominada  |

NYFCC Award
| Año  | Categoría                                 | Película | Resultado |
| ---- | ----------------------------------------- | -------- | --------- |
| 1977 | Premio NYFCC a la mejor actriz secundaria | Rocky    | Ganadora  |

National Board of Review
| Año  | Categoría                               | Película | Resultado |
| ---- | --------------------------------------- | -------- | --------- |
| 1976 | Premio NBR a la mejor actriz secundaria | Rocky    | Ganadora  |